# Kassib
Kassib (en rus: Касиб) és un poble del krai de Perm, a Rússia, que pertany al districte rural de Solikamski. El 2010 tenia 549 habitants.